# Spital am Pyhrn
Spital am Pyhrn là một đô thị ở huyện Kirchdorf an der Krems bang Oberösterreich, nước Áo. Đô thị này có diện tích 108,9 km², dân số thời điểm ngày 31 tháng 12 năm 2005 là 2222 người.